# オトメン（乙男）
オトメン（乙男）とは、
- 乙女的趣味・考えを持ち、料理・裁縫など家事全般に才能を発揮する男子。また乙女な心を持ちつつ、男らしさを兼ねそろえた男性のことを言う 。後述の漫画『オトメン（乙男）』では充太が命名。英訳は「girlish boy」。
- 菅野文の少女漫画。本項で詳述。

『オトメン（乙男）』は、菅野文による日本の漫画作品。
『別冊花とゆめ』（白泉社）にて2006年5月号から2013年1月号まで連載された。単行本は全18巻。
作品中には、男らしさ・女らしさの要素が取り入れられている。また、そのジェンダーのあり方を皮肉るネタがあるのも特徴。本作のタイトルは流行語にもなり、2009年新語・流行語大賞の候補語に選ばれている。
2009年には、岡田将生と夏帆の主演により、フジテレビ系列にて連続ドラマ化された。

## あらすじ
柔道・空手の段を持ち、剣道で全国制覇を成し遂げている剣道部主将・正宗飛鳥は、「男の中の男」と評判だが、実は少女漫画や可愛らしい小物、甘いお菓子などを好み、料理や裁縫・掃除も完璧にこなすという、乙女的趣味・思考・特技を持つ「オトメン（乙男）」という秘密を持っていた。そんな彼はある時、転校生の美少女・都塚りょうに一目惚れしてしまう。

## 登場人物

### 主要人物
正宗 飛鳥（）
本作の主人公。銀百合学園高校2年A組。9月6日生まれの乙女座。血液型はA型。身長180cm。柔道初段、空手2段、剣道で全国制覇を果たす剣道部主将。更に眉目秀麗、質実剛健、成績優秀で、学校では「男の中の男」と評判。しかし、実は料理や裁縫が得意中の得意、暗闇・ヘビ・カエル・怪談が大嫌い、コーヒーよりキャラメルマキアート、ブルーよりピンク、少女漫画や可愛らしい小物、甘いスイーツを好む、乙女チックな趣味・思考・特技を持つ「オトメン」（命名は橘）。ただし、父とは違い女になることを願っていない。
幼い頃、父が「本当はずっと女になりたかったんだー!!」と言い残して家を出て行った過去があり、それがトラウマとなった母・浄美によって徹底して男らしさを望まれて育ってきた。それ故、基本的にはストイックで男気のある性格であり、乙女趣味を捨てきれない自分を恥じている節もあった。りょうに一目惚れしたことで乙女化が進行し始めたことを憂うが、「オトメン」な自分を丸ごと受け入れてくれるりょうや充太と過ごす日々に安らぎを覚えつつある。
常日頃から本格裁縫セットを持ち歩いており、服のほつれが目に入ると繕わずにはいられない。料理や掃除も完璧にこなし、気配りの行き届いたその様はりょうの父・猛が「良妻」と称す程。愛読書は『武士道』『論語』と、少女漫画雑誌『花とまめ』で連載中の「らぶちっく」。自分と同じ名前の主人公・アスカ（女性）に深く共感している。
都塚 りょう（）
本作のヒロイン。銀百合学園高校2年C組。5月5日生まれのおうし座。転校生で、飛鳥が一目惚れするほどの美少女。身長160cm、体重45kg、B80・W57・H79（橘談）。血液型O型。周囲の人間には常に敬語で話している。
正義感が強く真面目な性格で、カツアゲをしていた不良に敢然と挑みかかっていった所を飛鳥に助けられた。可愛らしい容姿とは裏腹に、趣味や性格はかなり豪快かつ男性的。その颯爽とした立ち振る舞いや物腰は、さながら古風で凛々しい男性を髣髴とさせる。文化祭で対決した小針田曰く「本物の益荒男」。
父子家庭育ちで、警官にして絵に描いたような日本男児である父からあらゆる格闘技を教え込まれており、並の男子なら軽々と吹っ飛ばせるパワーを持つ。また、雑巾掛けを難なくこなし、大工仕事を得意とするなど、体力勝負や男らしいスキルには非常に秀でている。反面、縫い物を繕えば裁縫というより細胞に、ケーキを焼けば巨神兵や王蟲になるなど、家事は壊滅的（ただし手の混んだ料理が苦手なだけで素材の味が生きたお弁当を毎日作っている。また、幼少期の経験上着付けは上手い）。「オトメン」な飛鳥のことも最初から受け入れており、素直に慕っている。
作者曰く「少女マンガにおける、物凄く鈍感で天然なかっこいい男の子」を想定したキャラクター。
橘 充太（）
飛鳥のクラスメイト。銀百合学園高等学校2年A組。3月9日生まれのうお座で血液型はA型。身長178cm。「オトメン」の命名者。女癖の悪いプレイボーイと有名で、当初はりょうを狙っているような素振りを見せて飛鳥の前に現れる。しかし、それは飛鳥とりょうをくっつける為の演技だったらしく、現在は友人として2人の恋の行方を見守っている。
実は飛鳥が密かに愛読する少女漫画『らぶちっく』の原作者の漫画家、「幸花ジュエル」という裏の顔を持ち、1年前に飛鳥の乙女的部分を目撃して以来、密かに主人公・アスカのモデルにしていた。最近ではアスカの恋の相手役をりょうがモデルとなって登場させているが、現実の2人の関係が仲々進展しないことにやきもきしている。本人いわく「あすかちゃんより乙女な女のコなどいない」と、飛鳥の乙女ぶりを見守ることにある種の情熱を燃やしている。軟派な性格から飛鳥にはやや敬遠されていたものの、たまたま落とした『らぶちっく』の原稿を見られた際に、ファンとして手に入れた複製原画だと誤魔化したことから同好の士として仲が深まる。長らく日本国外を旅行中の両親に代わり、10人もの妹達に振り回されつつ漫画の印税で家族を養う苦労人。
作者曰く「唯一の常識人」。
多武峰 一（）
金原高校2年1組で、剣道部主将・生徒会長。11月11日生まれのさそり座で、血液型はA型。身長177cm。小学4年生から6年間全国1位を守り抜いてきたが、高校生になって飛鳥にその座を奪われた上、彼に負け越している（現在のところ3勝4敗）。そのせいか飛鳥を常に敵視している。
実はメイクが趣味・特技という、化粧師系の「オトメン」。そのメイク技術はかなり高く、プロのメイクアップアーティスト顔負けのレベルである。普通のメイクのほか、ボディペイントやビジュアル系バンド用のメイクなど、技術の引き出しも多い。
大会で初めて飛鳥に負けて優勝を逃した際、父親から自身のメイク趣味について厳しく咎められた為、捨てた経験があるが、完全には捨て切れていない模様。敵と見なしていた飛鳥が自分と似たような苦悩を抱えていることを知り、少し心を許すようになる。基本的には質実剛健な性格だが、プライドが高い。
政治家の息子で、後継者になることを迫られているが、本人は嫌がっている。
「ツンデレ」+「俺様」=「ツンサマ」キャラである（橘が命名）。

### 銀百合学園高等学校
有明 大和（）
飛鳥の後輩。1年C組所属で、8月3日生まれのしし座。血液型はB型。身長156cmと小柄で女の子に見間違えるほど可愛らしい容姿の持ち主。しかし実は男らしさに憧れていて剣道部に所属している。男らしい自分や女にモテる自分を妄想している超妄想系「オトメン」。飛鳥のことを「先生」と呼び慕っているが、彼が「オトメン」であることは知らない。
典型的なロリショタ（男の娘）。故に女装を強いられることが多く、4巻、8巻、9巻で実際にしている。
黒川 樹虎（）
銀百合学園高校2年A組。6月20日生まれのふたご座で、血液型はAB型。身長193cmと長身で、前髪で顔が隠れているが女子には「ミステリアス」と人気がある。
実家は園芸農家。現在は生花店をやっている叔母夫婦の元で暮らしている。幼い頃から花と隣り合わせの生活を送ってきたためか、花づくしの電波系「オトメン」となった。過去に、あまりにも花への想いが強すぎて恋人を傷つけてしまったことから、花を愛することは罪だとして嫌いになろうとしていた。飛鳥の言葉によって目が覚め、自称「花の伝道師」となる。一番好きな花はチューリップ。キレイなものにはキレイな花を飾りつけたくなるという妙な癖を持っている。
小針田 雅（）
銀百合学園高校3年生。茶道部部長。実家は呉服屋。自他共に認める大和撫子で、学園祭で行われる「ナデシコンコンテスト」2年連続優勝成し遂げるほどの美人。普段は清楚で大人しそうに振る舞っているが、実際は自分の欲望を満たすためなら手段を選ばない腹黒い性格。最初は飛鳥の事が好きで、故にりょうに対して深い嫉妬心を抱き、ナデシコンでは彼女を陥れようとした。しかし計画は失敗し、逆にりょうの器の大きさと男振りに惚れ込むことになる。
甘樫 鉄矢（）
　飛鳥達のクラスである2年A組の担任教師で、担当教科は現代文。ロン毛にヒゲ面という教師らしくない風貌をしている。しかし生徒には比較的本音で接しているほか、飛鳥たちをオトメン疑惑からさりげなくかばうなど、貴重な味方側の教師。実は、過去の経験からロマンティックな詩を書くことを得意とする詩人系「オトメン」。恋の悩みを詩にして返す『銀百合の詩人』と噂される人物の正体でもある。飛鳥の父・広海と親友で、更に元カノはその妹（飛鳥の叔母）であるなど、意外なところで飛鳥とは縁が深い。

### 正宗家
正宗 浄美（）
飛鳥の母。実業家（マサムネコーポレーション社長）であり、飛鳥達が通う銀百合学園高等学校の理事長。普段は日本国外で仕事をしている。元夫・広海の別れ際の「女になりたかった」という台詞が未だにトラウマ。その事を思い出すと体調を崩したり、飛鳥達のオトメンっぷりが発覚しそうになっただけで校内改革をしてしまうほど、オトメンを徹底的に嫌っている。飛鳥も彼女の前では頑なに乙女要素を隠している。
かつては男以上に男らしい女学生で（高校時代は「キヨサマ」と呼ばれていたらしい）、女子から「学祭の王子」と呼ばれて注目を一身に集めていた。広海との出会いもこの頃で、不良に絡まれていた広海を竹刀一本で助けたことがきっかけであることが回想シーンで判明している。
正宗 春日（）
飛鳥の従兄弟。今までほとんど交流はなかったが、浄美の校内改革の一環で転校したうえ理事長代理に就任。かなり権威的な性格。幼少時代の飛鳥を女の子と勘違いをしていたが、10年ぶりの再会で飛鳥が実は男だったという事にショックを受け逆恨みをする。故にオトメン（特に飛鳥）を物凄く嫌悪している。ある事件がきっかけで出会った「らぶちっく」原作者・幸花ジュエル（の偽者）の素晴らしさに感化され、実は密かに「らぶちっく」を愛読している模様。

### 都塚家
都塚 猛（）
りょうの父親。職業は警察官。福岡県出身。早世した妻・明子に代わり、男手一つでりょうを逞しく育て上げる。しかし、家事は壊滅的に下手で、台所に立ち入った経験はない。典型的な九州男児のためか最初は家事をこなす飛鳥の事を軽蔑していたが、彼が明子の面影を感じさせるほどの良妻気質であること、それだけでなく強さと男らしさも兼ね備えていることを目の当たりにする。以後は飛鳥達の関係を認め、「都塚家の嫁になる男」として飛鳥に絶大な信頼を寄せる。
「男らしい男」の典型的なキャラクター。
都塚 平八
猛の父であり、りょうの祖父。猛曰く「筋金入りの頑固者」。強烈な博多弁・スキンヘッドにヒゲ面で強面の容姿・「男は仕事、女は家庭」を主張しているが、実は「オトメン」。趣味は、料理や裁縫など。乙男であることは他界した妻（りょうの祖母）と飛鳥にのみカミングアウトし、彼の事を「同志」と認めるようになる。飛鳥にとって「凄く年上の乙男友達」となる。飛鳥の説得により、福岡から東京の猛の家に暮らすことになる。
モデルは宮下あきら作『魁!!男塾』の江田島平八。

### 『らぶちっく』関連
橘 久利子（）
橘家の長女であり、充太の妹。性格は勝気で、妹だが充太よりも立場は強い模様。『らぶちっく』制作アシスタントでもある。幼少時に花束に紛れ込んでいた蜂に刺されたことがトラウマとなりそれ以来、花が嫌いになる。大和が14回目に告白した人物。大和とのデート中に湖に落ちてしまい、助けてくれた樹虎を意識するようになる。
松戸（）
『花とまめ』を出版している出版社「黒泉社」男性社員。充太の担当。久利子と仲が良い。
城之内 ミラ（）
人気少女漫画家。現役少女漫画家に影響を与え尊敬されている。充太もその1人であり、彼が漫画家になるきっかけを作った人物でもある。プロ意識が非常に高く、乙女の夢を大事にしている。これまでに発売された漫画は『抱きしめてファブリーゼ』『フラワー☆ロンド』『ロマンチックプリーズ』『三日月姫』『ディア・パパ』『堕天使の降る夜』。人前に出るときは中世ヨーロッパの貴婦人のような格好をしているが、実際には青ひげの生えた男である。

### その他
Hanamasa（）
人気ヴィジュアル系ロックバンド「這ゥ巣塵（ハウスダスト、略称「ハウスト」）」のヴォーカル担当。ライブでは過激な歌詞で歌いファンには挑発的な発言をしているが、実際は今の自分の活動に疑問を感じていたり、初対面の人間には緊張をしてしまうなど、繊細な心を持つ人物。おまけに好きなミュージシャンは飛鳥と同じく、乙女系姉妹デュオ「fra*fra」であり、結局彼もまた「オトメン」。CDショップで偶然飛鳥に会ったのだが、ノーメイク時の容姿が自分と酷似していることと音楽の趣味が同じであることから他人とは思えず、すぐに意気投合する。本名は亀石花政で実は人気姉妹デュオ「fra*fra」のボーカルなのだが声変わりで声が低くなってしまい、兄の亀石花丸ことジョージ（ヤンキー系ロックバンド「Fuckin'Born」ヴォーカル）の元から姿を消すも、「這ゥ巣塵VSFuckin'Born」のライブでジョージと和解。後に両バンドのメンバー全員参加の乙女系ロックバンド「ファッキン*ダスト」を結成する事に。
多武峰 天子（）
一の姉。彼の事を「一ちゃん（いっちゃん）」と呼ぶ。多武峰家の中では一の乙男っぷりを唯一知っている人物。剣道女子十年連続一位の実力を持つ凄腕。そんな天子に一は逆らえない状態。
吉野 広海（）
パティスリービオレのオーナーで、飛鳥の実の父。飛鳥が幼いころ、「俺は女になりたかったんだー!!」と言い、失踪同然で家を出て行った。浄美はこれがトラウマとなり、彼の話となると、飛鳥に「貴方は絶対アイツ（元夫）みたいになっちゃだめよ。」と言い聞かせるようになる。
12巻で飛鳥に正体をばらす。

## 用語
らぶちっく
充太が「幸花ジュエル」のペンネームで執筆している大人気少女マンガ。男勝りの女の子・アスカと涼くんとの純愛を描いた物語で『花とまめ』に連載中。
銀百合学園高等学校
政宗飛鳥たちが通っている高校。

## 単行本
- 菅野文 『オトメン（乙男）』 白泉社〈花とゆめコミックス〉、全18巻
  1. 2007年1月19日発売、ISBN 978-4-592-18414-0
  2. 2007年5月19日発売、ISBN 978-4-592-18415-7
  3. 2007年9月19日発売、ISBN 978-4-592-18416-4
  4. 2007年12月18日発売、ISBN 978-4-592-18417-1
  5. 2008年4月18日発売、ISBN 978-4-592-18418-8
  6. 2008年8月19日発売、ISBN 978-4-592-18419-5
  7. 2009年3月19日発売、ISBN 978-4-592-18737-0
  8. 2009年7月24日発売、ISBN 978-4-592-18738-7
  9. 2009年9月18日発売、ISBN 978-4-592-18739-4
  10. 2010年2月25日発売、ISBN 978-4-592-19200-8
  11. 2010年9月17日発売、ISBN 978-4-592-19221-3
  12. 2011年2月18日発売、ISBN 978-4-592-19222-0
  13. 2011年8月19日発売、ISBN 978-4-592-19223-7
  14. 2012年1月20日発売、ISBN 978-4-592-19224-4
  15. 2012年4月20日発売、ISBN 978-4-592-19431-6
  16. 2012年9月20日発売、ISBN 978-4-592-19432-3
  17. 2013年1月18日発売、ISBN 978-4-592-19433-0
  18. 2013年1月18日発売、ISBN 978-4-592-19434-7

## テレビドラマ
フジテレビ系列で連続ドラマとして放送された。2009年8月1日から9月26日までは「オトメン（乙男）〜夏〜」のタイトルで、土曜ドラマ枠で放映。その後、タイトル及び放映時間を変更し、10月13日から11月3日までは「オトメン（乙男）〜秋〜」のタイトルで、火曜日21時枠で放映。放映期間中に連続ドラマ放送枠を移動したのは初めて。ハイビジョン制作。
主演は岡田将生と夏帆。岡田将生は、本作が連続ドラマ初主演となる。また、生徒役に多数の若手お笑い芸人も起用している。
キャッチコピーは「そもそも、男のほうが、女らしくできてると思う。」「そもそも、女のほうが、男らしくできてると思う。」。
キャラクター紹介では正宗飛鳥は “大和撫子な日本男児”、都塚りょうは “日本男児な大和撫子” と表現されている。

### キャスト
- 正宗 飛鳥 - 岡田将生 / 幼少期：高月彩良
- 都塚 りょう - 夏帆 / 幼少期：日向ななみ
- 多武峰 一 - 木村了
- 有明 大和 - 瀬戸康史
- 橘 充太 - 佐野和真
- 小針田 雅 - 桐谷美玲
- 黒川 樹虎 - 市川知宏
- 橘 久利子 - 武井咲
- 花沢 夢子 - 柳原可奈子
- 都塚 猛 - 高田延彦
- 城之内 ミラ - 鶴見辰吾
- 正宗 浄美 - 山本未來

#### 2年A組の生徒
- 中島 ヒロシ - 田辺季正
- 磯野 かつお - 澤部佑（ハライチ）
- 橋本 勇気 - 岩井勇気（ハライチ）
- ユリッペ - 志保
- マリッペ - 中村朝佳
- のえ（あげは）
- キャンディ畑あめ子（あげは）
- あやか（チェリブロ）
- 浦ちあき
- こいけけいこ
- 潘めぐみ
- 三好博道（オキシジェン）
- 田中知史（オキシジェン）
- 小川暖奈（スパイク）
- 松浦志穂（スパイク）
- 田中泰宏（青春ダーツ）
- 野田幸宏（青春ダーツ）
- 芦沢統人（パップコーン）
- 大桶純一（パップコーン）
- 松谷裕紀（パップコーン）
- 須田拓也（パップコーン）
- 木村ビデヲ（パップコーン）
- 風藤康二（風藤松原）
- 松原義和（風藤松原）
- 赤羽奈々瀬（めっちぇん）

### ゲスト

#### オトメン（乙男）〜夏〜
- 金原学園の不良（其の壱 - 其の弐）
  - 阿部亮平
  - 北沢仁（ザ・ゴールデンゴールデン）
  - 山﨑昇（ザ・ゴールデンゴールデン）
  - 吉勝（ザ・ゴールデンゴールデン）
- 医者 - アントキの猪木（其の壱 - 其の弐）
- ゲン - 澁谷武尊（其の弐）
- オバマ先生 - ノッチ（デンジャラス）（其の弐）
- 百合子 - 安藤聖（其の参）
- 事務員・稲川 - BBゴロー（其の参）
- マサ - 神保悟志（其の四 - 其の伍）
- リュウ - 和田正人（其の伍）
- ジュン - 波岡一喜（其の伍）
- 中野 あきら - 大塚洋（其の六）
- 江守 としお - 沼崎悠（其の六）
- 校医 - アントニオ小猪木（其の六）

#### オトメン（乙男）〜秋〜
- 山野 美由紀 - 山下リオ（第1話）
- オバマ先生 - ノッチ（デンジャラス）（第1話、第3話）
- セントラルテキサス高校の理事長 - イアン・ムーア（第2話）
- 萌松 音羽 - 市川由衣（第2話）
- ケンジ - 竹財輝之助（第2話）
- 合コンメンバー - 葵、中里真美、花形綾沙（第2話）
- 地理教師 - バカリズム（第2話）
- 咲山 入香 - 菅野莉央（第3話 - 最終話）
- 咲山 源次郎 - 山本圭（第3話 - 最終話）
- 強盗 - 森下能幸（第3話）

### 受賞歴
- 第34回エランドール賞
  - 新人賞（岡田将生）

### スタッフ
- 脚本：野口照夫、吹原幸太、半澤律子、栗原鞠記
- 音楽：Audio Highs
- プロデュース：関谷正征
- 演出：谷村政樹、阿部雅和、佐々木詳太
- 制作：フジテレビドラマ制作センター

### 主題歌
- 柴咲コウ「ラバソー 〜lover soul〜」（ユニバーサルミュージック）

### 放送日程
| オトメン（乙男）〜夏〜（土曜23時枠） | オトメン（乙男）〜夏〜（土曜23時枠） | オトメン（乙男）〜夏〜（土曜23時枠） | オトメン（乙男）〜夏〜（土曜23時枠） | オトメン（乙男）〜夏〜（土曜23時枠） | オトメン（乙男）〜夏〜（土曜23時枠） | オトメン（乙男）〜夏〜（土曜23時枠） |
| No | 各話                                 | 放送日                               | サブタイトル（公式サイト）           | 脚本                                 | 演出                                 | 視聴率                               |
| --- | ------------------------------------ | ------------------------------------ | ------------------------------------ | ------------------------------------ | ------------------------------------ | ------------------------------------ |
| #1 | 其の壱                               | 8月1日                               | 恋せよオトメン                       | 吹原幸太 野口照夫 半澤律子 栗原鞠記  | 谷村政樹                             | 9.6%                                 |
| #2 | 其の弐                               | 8月8日                               | 猟奇的な親子                         | 吹原幸太 野口照夫 半澤律子 栗原鞠記  | 谷村政樹                             | 5.9%                                 |
| #3 | 其の参                               | 8月15日                              | ねらわれたオトメン!                  | 野口照夫                             | 阿部雅和                             | 6.4%                                 |
| #4 | 其の四                               | 8月22日                              | そのオトメン、凶暴につき             | 吹原幸太                             | 谷村政樹                             | 5.7%                                 |
| #5 | 其の伍                               | 9月5日                               | オトメンたちの大和!                  | 野口照夫                             | 谷村政樹                             | 6.3%                                 |
| #6 | 其の六                               | 9月12日                              | やまとなでしコン!                    | 半澤律子                             | 阿部雅和                             | 6.0%                                 |
| #7 | 其の七                               | 9月19日                              | ガラスの乙面                         | 吹原幸太                             | 佐々木詳太                           | 5.1%                                 |
| #8 | 其の八                               | 9月26日                              | 乙男の祈り                           | 野口照夫                             | 佐々木詳太                           | 5.1%                                 |
| 平均視聴率 6.3%（視聴率は関東地区・ビデオリサーチ社調べ）                                                                                            |                                      |                                      |                                      |                                      |                                      |                                      |
| オトメン（乙男）〜秋〜（火曜21時枠） |                                      |                                      |                                      |                                      |                                      |                                      |
| #9 | 第1話                                | 10月13日                             | オトメン♂パラダイス                  | 野口照夫                             | 谷村政樹                             | 8.2%                                 |
| #10 | 第2話                                | 10月20日                             | 花より乙男                           | 吹原幸太                             | 谷村政樹                             | 7.2%                                 |
| #11 | 第3話                                | 10月27日                             | 贈るほどでもない言葉（前編）         | 野口照夫                             | 阿部雅和                             | 8.4%                                 |
| #12 | 最終話                               | 11月3日                              | 贈るほどでもない言葉（後編）         | 野口照夫                             | 谷村政樹                             | 8.4%                                 |
| 平均視聴率 8.1%（視聴率は関東地区・ビデオリサーチ社調べ）                                                                                            |                                      |                                      |                                      |                                      |                                      |                                      |
| 「オトメン（乙男）〜夏〜」「オトメン（乙男）〜秋〜」の総合平均視聴率:7.0% （視聴率は関東地区・ビデオリサーチ社調べ、平均は分数を考慮した加重平均。） |                                      |                                      |                                      |                                      |                                      |                                      |

- 8月8日は土曜プレミアムの放送が21:00-23:40だったのに加え、19:00-20:54のバレーボール・ワールドグランプリが20分延長したため、24:00開始。8月15日は土曜プレミアムが21:00-23:30まで放送のため、23:30開始。8月29日は土曜プレミアムが21:00-23:55まで放送のため放送休止（『スター・ウォーズ エピソード2/クローンの攻撃』放送）。10月13日は10分拡大放送（64分）。
- 「乙男 （オトメン）〜夏〜」は土曜ドラマ枠で、「乙男 （オトメン）〜秋〜」は火曜21時枠でそれぞれ歴代最低平均視聴率となった。なお、火曜21時枠はその後記録を塗り替えている。
- 地上アナログ放送では夏編、秋編ともに16：9レターボックス映像で放送された。

### 遅れネット局
土曜ドラマ枠を通常放送していないテレビ大分では、火曜21時枠が第9話から開始する関係で、9月29日-10月9日（土-月除く）の17:05-17:53の枠で8話分を2週間で放送される。
青森放送では、2010年1月から土曜日正午から放送（初期の45分版から、『〜夏〜』放送時、12:45-12:55は『これぞ職人!味な技』を放送）。
アメリカでは、FCI（現地子会社）が、ロサンゼルスなど南カリフォルニア地域でケーブルTV専門局KSCIを通じ2009年9月6日から毎週日曜19:45-（太平洋夏時間）に、ハワイ州で同じくケーブルTV専門局NGNを通じ同年10月4日から毎週日曜19:35-（ハワイ・アリューシャン標準時）にそれぞれ放送を行っている。

### スピンオフ『シケメン〜湿男〜』
フジテレビ On Demandから配信されているショートドラマ。特にこれといった趣味や特技も、文武両道な強さも持ち合わせていない、やる気のない日本男児「シケメン（湿男）」たちの姿を描く。
| シケメン（湿男）〜夏〜 | シケメン（湿男）〜夏〜 | シケメン（湿男）〜夏〜              |
| 各話                   | 配信開始日             | タイトル                            |
| ---------------------- | ---------------------- | ----------------------------------- |
| #1                     | 2009年8月1日           | 恋せよシケメン                      |
| #2                     | 2009年8月8日           | シケメンの子はシケメン              |
| #3                     | 2009年8月15日          | 世にも微妙な物語                    |
| #4                     | 2009年8月22日          | 正義の見方                          |
| #5                     | 2009年9月5日           | 太陽も海もない教室                  |
| #6                     | 2009年9月12日          | やまとなでしコン!関係なしコン!      |
| #7                     | 2009年9月19日          | シケメンの叫び                      |
| #8                     | 2009年9月26日          | 土曜サスペンス 拭えない白い罪       |
| シケメン（湿男）〜秋〜 |                        |                                     |
| #1                     | 2009年10月13日         | シケメンソニック、09 in 教室        |
| #2                     | 2009年10月20日         | シケコン!!!                         |
| #3                     | 2009年10月27日         | サヨナラ…アフロ                     |
| #4                     | 2009年11月3日          | この支配されていないことからの…卒業 |

#### キャスト
- 芦沢統人（パップコーン）
- 大桶純一（パップコーン）
- 松谷裕紀（パップコーン）
- 須田拓也（パップコーン）
- 木村ビデヲ（パップコーン）

#### スタッフ
- 演出 - 佐々木詳太
- 制作 - フジテレビドラマ制作センター

### コラボレーション
ドラマとのコラボレーションにより、9月29日から11月12日まで、「銀百合てっぺんバーグカレー」がガストで販売された。同商品は「オトメン（乙男）〜秋〜」第1話に、銀-1グランプリで飛鳥が作った2年A組の模擬店メニューとして登場している。

### 関連商品
- オトメン オリジナル・サウンドトラック（NAYUTAWAVE RECORDS、2009年9月16日発売、UPCH-20169）
- オトメン（乙男）DVD-BOX（フジテレビジョン、2010年2月3日発売、PCBC-61638）

| フジテレビ 土曜ドラマ                                 | フジテレビ 土曜ドラマ                             | フジテレビ 土曜ドラマ                                                             |
| 前番組                                                | 番組名                                            | 次番組                                                                            |
| ----------------------------------------------------- | ------------------------------------------------- | --------------------------------------------------------------------------------- |
| 魔女裁判 （2009.4.25 - 2009.7.11）                    | オトメン（乙男）〜夏〜 （2009.8.1 - 2009.9.26）   | ターミネーター:サラ・コナー クロニクルズ （海外ドラマ） （2009.10.17 - 2010.5.8） |
| フジテレビ 火曜9時枠の連続ドラマ                      |                                                   |                                                                                   |
| 救命病棟24時（第4シリーズ） （2009.8.11 - 2009.9.22） | オトメン（乙男）〜秋〜 （2009.10.13 - 2009.11.3） | ライアーゲーム シーズン2 （2009.11.10 - 2010.1.19）                               |